# Liste der Wappen in der Provinz Livorno
Die Liste der Wappen in der Provinz Livorno beinhaltet alle in der Wikipedia gelisteten Wappen der Gemeinden in der Provinz Livorno in der Region Toskana in Italien. In dieser Liste werden die Wappen mit dem Gemeindelink angezeigt. 

## Wappen der Provinz Livorno

Provinz Livorno
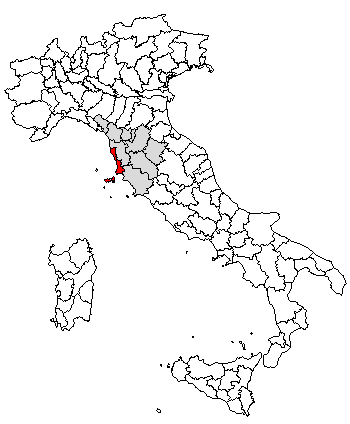
Lage der Provinz in Italien

## Wappen der Gemeinden der Provinz Livorno
Zu der Provinz Livorno gehören die Inseln Elba und Capraia.

### Wappen der Gemeinden auf dem Festland

Bibbona
Campiglia Marittima
Castagneto Carducci
Cecina
Collesalvetti
Livorno
Piombino
Rosignano Marittimo
San Vincenzo
Sassetta
Suvereto

### Auf der Insel Elba
Die Wappen der Gemeinden auf der Insel Elba

Campo nell’Elba
Capoliveri
Marciana
Marciana Marina
Porto Azzurro
Portoferraio
Rio

Wappen ehemaliger Gemeinden auf Elba

Rio Marina
Rio nell’Elba

### Auf der Insel Capraia
Das Wappen der einzigen Gemeinde auf der Insel Capraia

Capraia Isola